# Colletes lacunatus
Colletes lacunatus är en biart som beskrevs av Dours 1872. Colletes lacunatus ingår i släktet sidenbin, och familjen korttungebin. Inga underarter finns listade i Catalogue of Life.